# David Vandermeulen
Pour les articles homonymes, voir Vandermeulen.
David Vandermeulen, né le 19 décembre 1968 à Bruxelles (province de Brabant), est un auteur de bande dessinée belge.

## Biographie
David Vandermeulen naît le 19 décembre 1968 à Bruxelles.
Il étudie à l'Académie royale des beaux-arts de Bruxelles qu'il quitte prématurément, puis à l'Institut royal supérieur d'histoire de l'art et d'archéologie de Bruxelles, qu'il quitte aussi prématurément. Actif dans la scène alternative bruxelloise, il participe à des expositions, des concerts, des pièces de théâtre. Il est membre du collectif Brain Produk de 1994 à 1999. Il fonde en 1997 sa propre maison d'édition, Clandestine books.
David Vandermeulen s'est créé un double, Monsieur Léopold Ferdinand-David Vandermeulen, un vieux pédagogue Vieille-France, avatar avec lequel il écrit de nombreux ouvrages destinés à la jeunesse, dont le faux manuel scolaire Littérature Pour Tous et l'essai philosophique Initiation à l'ontologie de Jean-Claude Van Damme, tous deux parus aux éditions 6 Pieds sous terre en 1999, ainsi que de nombreux articles et un journal sur internet, parfois repris dans les revues L'Éprouvette (éd. L'Association) et Jade (troisième série, éd. 6 pieds sous terre). Il publie également plusieurs ouvrages aux éditions Les Requins Marteaux et les éditions Rackham avant d'entamer pour les éditions Delcourt une longue biographie sur le chimiste allemand Fritz Haber. Les quatre albums de cette biographie sont publiés entre 2005 et 2014 chez Delcourt, dans la collection « Mirages » et la série décroche le prix Atomium de la Fédération Wallonie-Bruxelles en 2019.
En 2006, il livre un Faust (éditions 6 Pieds sous terre) inspiré de l’œuvre de Goethe, avec le dessinateur Ambre. Il intègre la collection « Poisson Pilote » des éditions Dargaud avec la série parodique policière Une aventure du commissaire Crémèr, dessinée par Daniel Casanave (2 tomes, 2008-2009). Il lance à partir de 2010, toujours avec Ambre et chez le même éditeur, la série historique en trois tomes (plus l'intégrale) La Passion des Anabaptistes. En parallèle, il développe avec Daniel Casanave la série Romantica aux éditions Le Lombard, puis en 2017, il publie le one shot Nerval l'inconsolé (Casterman).
Depuis 2016, il dirige la collection « La Petite Bédéthèque des savoirs » qui associe, dans chaque album, un essayiste scientifique reconnu dans son domaine à un auteur de bande dessinée,.
S'associant à Yuval Noah Harari et Daniel Casanave, il livre en 2020 le premier tome de Sapiens : La Naissance de l’humanité (Albin Michel). L'ouvrage, publié dès sa sortie dans plus de trente-cinq langues, figure dans la sélection pour le fauve d'or au Festival d'Angoulême 2021.

## Publications
- Triphasé, Clandestine Books :

1. Triphasé no 1, 1997
2. Triphasé no 2, 1997. Contient également une histoire de Jean Bourguignon

- L'Aubaine :

1. L'Aubaine 1, Brain Produk, 1997
2. L'Aubaine 2, Clandestine Books, 1998

- Agrum Comix :

1. Le Journal des légumes trop cons[14], Clandestine Books, 1997
2. Agrum Comix no 2[14], Clandestine Books, 1999
3. Tu avances ou tubercules[15], Le Neuvième Monde, 1999
4. Agrum Comix no 4, 6 Pieds sous terre, 2002
5. En montant Godot, Les Requins Marteaux, coll. « Comix », 2002

- Les Champs de l'obscène, 6 Pieds sous terre, 2002

- Initiation à l'ontologie de Jean-Claude Van Damme ou Le concept aware, la pensée en mouvement, 6 Pieds sous terre, 2004
- Fritz Haber, Delcourt, coll. « Mirages » :

1. L'Esprit du temps[18], 2005

- 2. Les Héros[19], Delcourt, coll. « Mirages », Paris, novembre 2007
Scénario, dessin et couleurs : David Vandermeulen -  (ISBN 978-2-7560-0587-4)

1. Un vautour, c'est déjà presque un aigle[20], 2010

- 4. Des choses à venir[21],[22], Delcourt, coll. « Mirages », Paris, 15 janvier 2014
Scénario, dessin et couleurs : David Vandermeulen -  (ISBN 978-2-7560-2796-8)
- Le Cid version 6.0, Rackham, 2005  (ISBN 2-87827-084-3)
- Faust (scénario), avec Ambre (dessin), 6 Pieds sous terre, coll. « Blanche », 2006

- Hubert Reeves nous explique t. 3 : Les Océans (scénario avec Hubert Reeves), avec Daniel Casanave (dessin), Le Lombard, 2019  (ISBN 9782803673100).
- Sapiens (scénario d'après Yuval Noah Harari), avec Daniel Casanave (dessin), Albin Michel :

1. La Naissance de l'Humanité, 2020[11],[37]  (ISBN 978-2-226-44845-3).
2. Les Piliers de la civilisation[38], 2021  (ISBN 978-2-226-45762-2).
3. Les Maîtres de l'histoire, 2023  (ISBN 978-2-226-47762-0).

### Collectifs
- Piperón el tostado[39], Brain Produk, 1999
Scénario : collectif - Dessin : collectif dont David Vandermeulen,Sous titré Un album en hommage au catch et aux albums Panini. Format 21 × 21,5 cm, 32 p.. Co-produit par 9e monde et les éditions Pyramides. L'ouvrage ne contient pas les vignettes à coller qui s'achètent en librairie ou s'échangent entre amateurs. Elles sont réalisées par Joe Cafard, Eco, Fifi, Jampur Fraize, Jean Bourguignon et Croc’, Kaze, David Vandermeulen, Picpic et André, Stéphane Noël et José Parrondo[40],[41].
- Comix 2000, L'Association, Paris, décembre 1999
Scénario : collectif - Dessin : collectif dont David Vandermeulen - Couleurs : noir et blanc -  (ISBN 284414022X)

### En revues, journaux et fanzines
David Vandermeulen contribue à divers fanzines dont Kollectiv de Brain Produk, Bile noire no 13, La Purée ou encore Stripburgers no 19-20 (Slovénie).

### Catalogues d'exposition
- Catalogue. Fritz Haber, un esprit en guerre (ouvrage consacré à l'exposition s'étant tenue à la salle Saint-George de Mons, Belgique), textes de Morgan Di Salvia, Pôle Muséal Mons, 2014.

## Expositions collectives
- Restrankil #4[44],[45], spécial bande dessinée, Apéro-zic les 20 et 21 avril, puis du 22 avril au 13 mai 2013 au Lycaon, Bruxelles.

## Prix et distinctions
- 2008 :  prix Château de Cheverny de la bande dessinée historique pour Fritz Haber, t. 2 : Les Héros[46] ;
- 2019 :  prix Atomium Fédération Wallonie-Bruxelles pour la série Fritz Haber[5].

#### Livres
- Thierry Bellefroid et Jean-Marie Derscheid, « Vandermeulen David », dans 77 auteurs de bande dessinée en Wallonie et à Bruxelles, Bruxelles, Wallonie-Bruxelles International, 2017, 128 p., ill. ; 26 cm (ISBN 2-930071-83-4, lire en ligne), p. 22-23.

#### Périodiques
- Frédéric Bosser, « David Vandermeulen, l'autodidacte érudit », dBD, no 119,‎ décembre 2017-janvier 2018, p. 68-71 (ISSN 1951-4050).

#### Articles
- David Vandermeulen (interviewé par Morgan Di Salvia), « David Vandermeulen : « J’essaie de ne pas être manichéen, ce qui est un défi dès lors que la bande dessinée est un art de synthèse » », ActuaBD,‎ 16 décembre 2010 (lire en ligne, consulté le 16 décembre 2023).
- Nathalie Van Campenhoudt et David Vandermeulen (interviewés par Brigh Barber), « La Petite Bédéthèque des savoirs : entretien avec Nathalie Van Campenhoudt et David Vandermeulen », BDzoom,‎ 19 février 2016 (lire en ligne, consulté le 25 avril 2023).
- David Vandermeulen (interviewé par Marc Alotton), « Interview de David Vandermeulen », ActuSF,‎ 31 octobre 2017 (lire en ligne, consulté le 4 janvier 2025).